# Parafia Przemienienia Pańskiego w Czartowcu
Parafia Przemienienia Pańskiego w Czartowcu – parafia rzymskokatolicka znajdująca się w dekanacie Tyszowce, w diecezji zamojsko-lubaczowskiej. 
Parafia erygowana została 10. sierpnia 1922 roku dekretem ówczesnego biskupa lubelskiego, Mariana Fulmana. 
Proboszcz parafii czartowskiej, Józef Czemerajda, padł ofiarą zbrodni katyńskiej - został zabity w przez funkcjonariuszy NKWD w Charkowie. 
Do parafii należą wierni z następujących miejscowości: Czartowiec, Czartowiec-Kolonia, Kołaicha, Pukarzów-Kolonia, Muratyn, Muratyn-Kolonia, Soból.
Liczba mieszkańców: 650.